# Mae West (kiến trúc nghệ thuật)

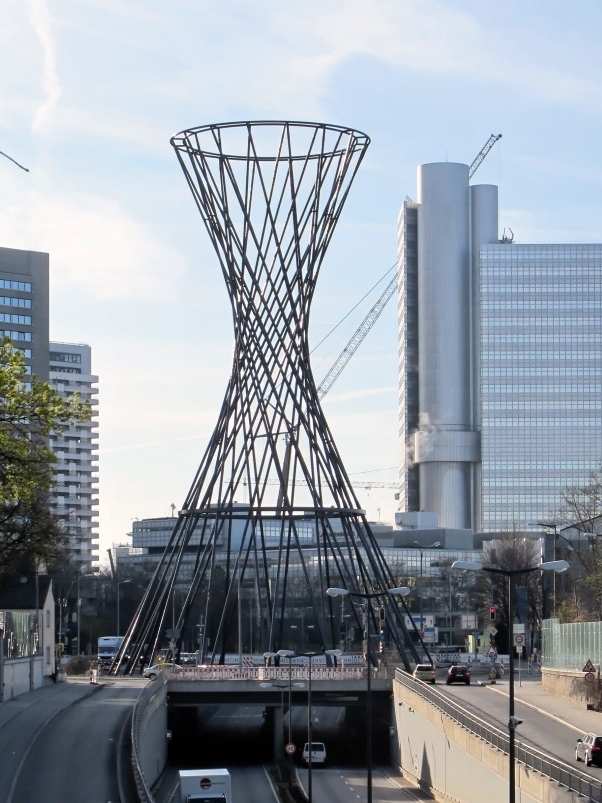
Mae West nằm trên Effnerplatz với đường hầm xe cộ chạy ngang bên dưới

Mae West là một kiến trúc nghệ thuật trên công trường Effnerplatz ở München - Bogenhausen, được đặt tên theo nữ diễn viên Mae West. Tác phẩm này do nghệ sĩ Rita McBride thiết kế cao 52 mét được hình thành từ các ống nhựa pha với các sợi carbon (CFRP).
Mae West đã được hoạch định từ năm 2002. Tuy nhiên mãi tới tháng 10 năm 2010 nó mới bắt đầu được xây dựng và hoàn thành vào tháng 1 năm 2011, sau khi công trường Effnerplatz đã hoàn thành tu sửa với một đường hầm chạy bên dưới vào năm 2006. Một tuyến đường xe điện hoạt động từ tháng 12 năm 2011, chạy ngang qua, bên dưới kiến trúc này.

## Địa điểm

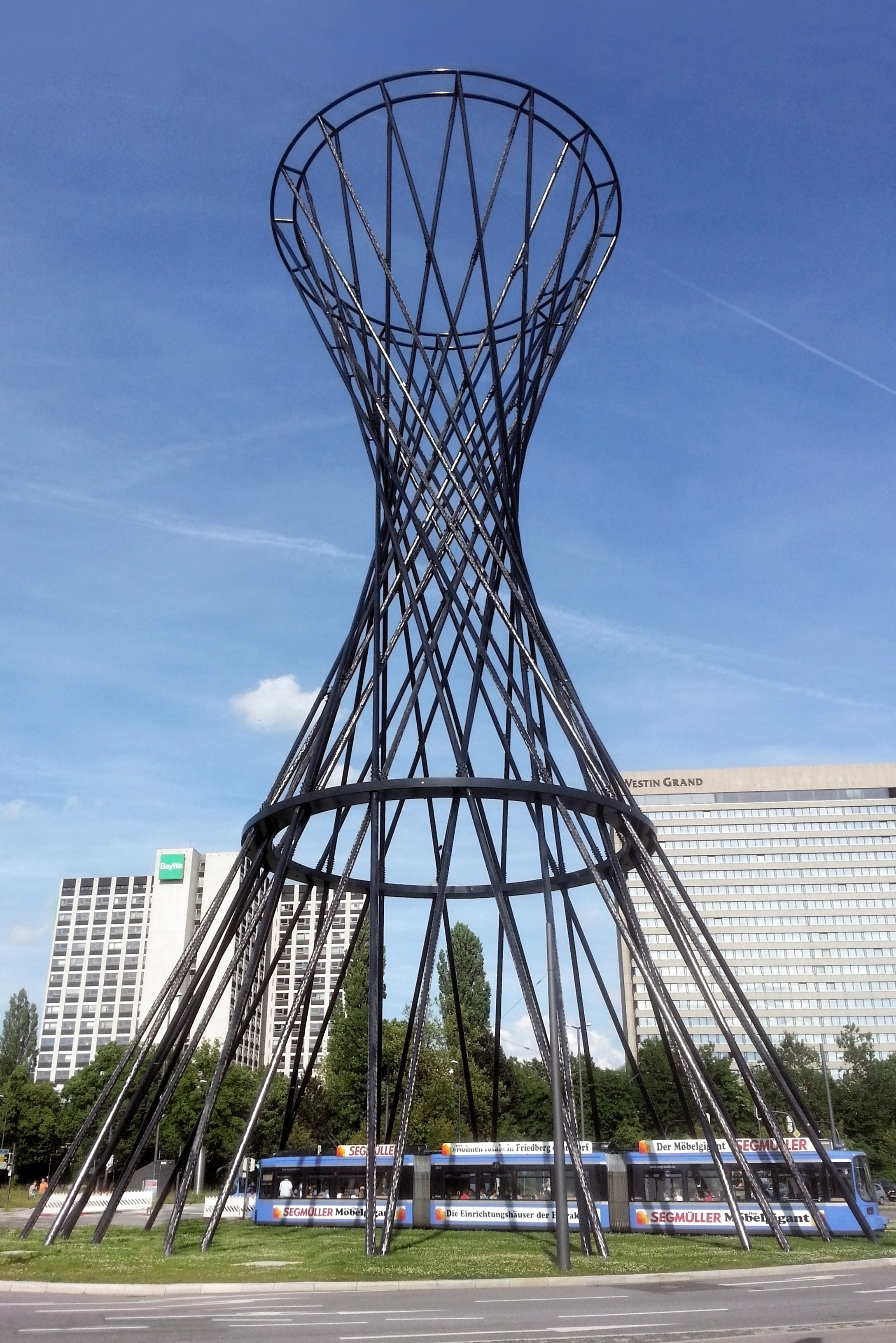
Xe điện chạy ngang qua, bên dưới Mae West

Mae West nằm ở ngay giữa công trường Effnerplatz ở quận Bogenhausen, ngã tư đường Mittlere Ring giữa Isarring và Richard-Strauss-Straße và khúc nối của Bülowstraße với Effnerstraße. Nó nằm trực tiếp trên Effnertunnel, khúc đường hầm của Mittlere Ring. Phía đông của công trường là Arabellapark, nơi những tòa cao ốc là bối cảnh của công trường.
Cách Mae West khoảng 100 mét về phía tây nam là trạm xe điện Effnerplatz, mà chạy ngang qua, bên dưới kiến trúc này.

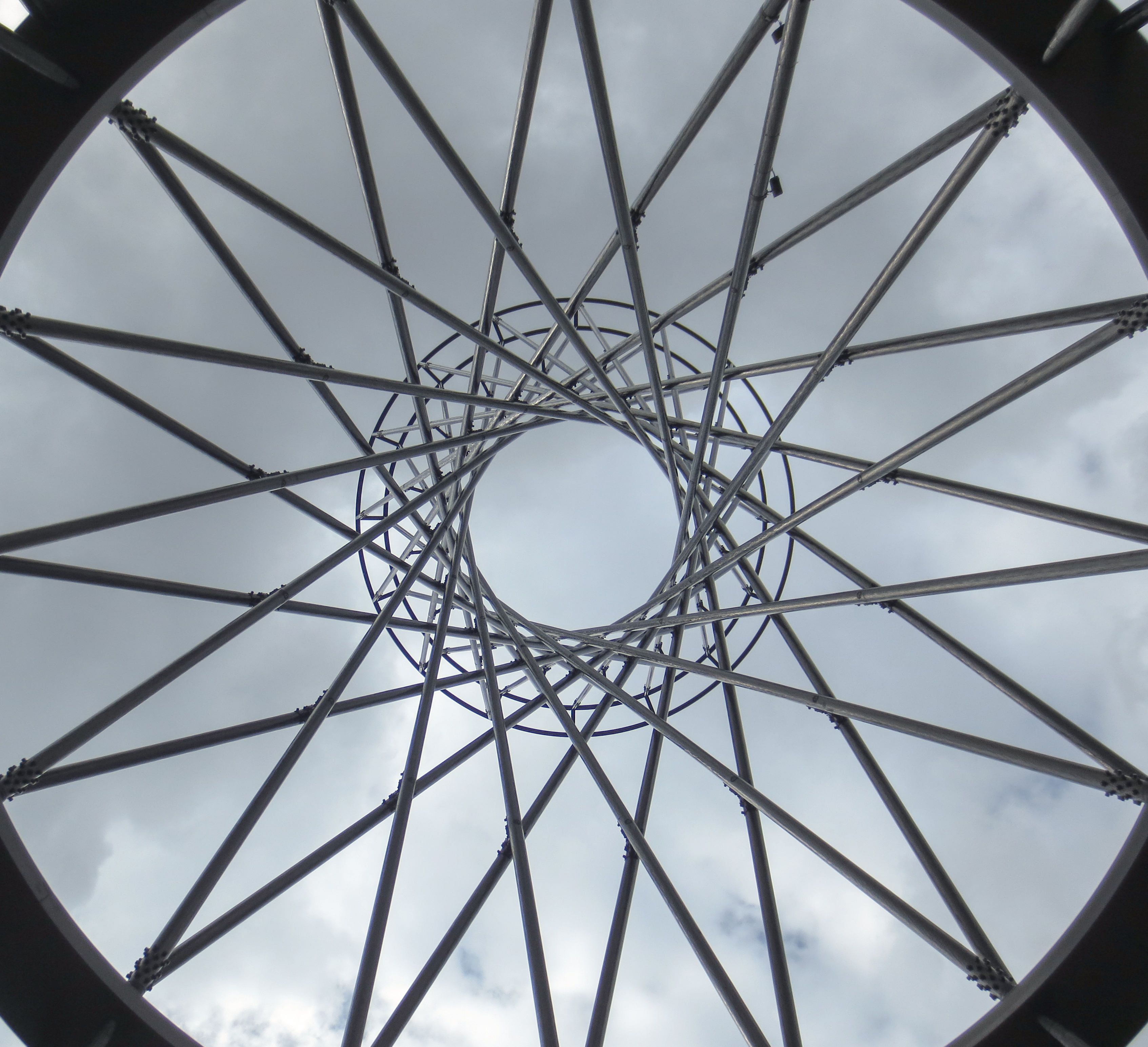
Trong Mae West: Nhìn từ dưới lên trời

## liên kết ngoài
- Mae West Lưu trữ ngày 1 tháng 1 năm 2016 tại Wayback Machine bei QUIVID
- Mae West Lưu trữ ngày 3 tháng 3 năm 2016 tại Wayback Machine bei Landeshauptstadt München
- Sitzungsvorlage 02-08/V 04386 Lưu trữ ngày 1 tháng 2 năm 2014 tại Wayback Machine zum Errichtungsbeschluss der Landeshauptstadt München (PDF, 115 kB)